# Raúl Pérez Torres
Raúl Pérez Torres (Quito, 11 de mayo de 1941) es un escritor y gestor cultural ecuatoriano. Su narrativa se enfoca en el cuento y ha sido ganador del Premio Casa de las Américas en 1980, el Premio Juan Rulfo en 1995 y el Premio Iberoamericano de cuento Julio Cortazar. Dentro de sus libros más destacados se encuentran "En la noche y en la niebla", "Micaela y otros cuentos" y "Manual para mover las fichas". Además de su trayectoria literaria, ocupó cargos importantes en la Casa de la Cultura Ecuatoriana, la Universidad Central del Ecuador y fue Ministro de Cultura y Patrimonio.

## Biografía

### Primeros años
Nació el 11 de mayo de 1941 en Quito, provincia de Pichincha. Realizó sus estudios secundarios en el Instituto Nacional Mejía y los superiores en Guatemala, donde cursó gestión de cultura. Durante su juventud vivió unos meses en Chicago, donde trabajó por un tiempo y después regresó a Ecuador y donde desarrolló una carrera en la Universidad Central, sería ascendido a  a varios cargos administrativos. Paralelamente, se involucró en círculos literarios y comenzó a publicar cuentos a partir de 1970, explorando temas de la infancia, traumas sociales y la condición humana con un lenguaje coloquial y cuidado.

### Carrera literaria
Inició su carrera como escritor con el libro de cuentos Da llevando, publicado en 1970 por la editorial Populibros. Durante la década de los setenta fue uno de los redactores de la revista literaria La bufanda del sol y publicó además los libros Manual para mover las fichas (1973), Micaela y otros cuentos (1976) y Musiquero joven, musiquero viejo (1977), con el que ganó el Premio Nacional José de la Cuadra. Posteriormente fue director de la revista Letras del Ecuador, de la Casa de la Cultura Ecuatoriana.
En 1980 ganó el Premio Casa de las Américas por su libro de cuentos En la noche y en la niebla. Su cuento Sólo cenizas hallarás (1995) ganó a su vez los premios Juan Rulfo y Julio Cortázar.
Ocupó cargos como Vicepresidente del Instituto cultural ecuatoriano-cubano y coordinador en la Casa de la Cultura Ecuatoriana, donde dirigió talleres y revistas literarias. También fue Vicepresidente de la Sociedad ecuatoriana de Escritores y militó en el Movimiento de Liberación Nacional. En el ámbito literario, publicó su novela "Teoría del Desencanto" en 1985, la cual tuvo varias ediciones. Considera que "Micaela y otros cuentos" es su mejor obra y "Manual para mover las fichas" la más significativa en su desarrollo como escritor. Su compromiso social se evidencia en cuentos como "Era martes digo, acaso que me olvido", una denuncia sobre la masacre de trabajadores.

### Ministro de Cultura y Patrimonio
El 24 de mayo de 2017 fue nombrado Ministro de Cultura y Patrimonio por el expresidente Lenín Moreno. Su gestión frente al ministerio recibió críticas por parte de los directores de los núcleos provinciales de la Casa de la Cultura Ecuatoriana, quienes aseveraron que el ministro había incumplido el reglamento de la Ley Orgánica de Cultura en cuanto a la asignación de presupuestos para los núcleos. Pérez Torres renunció al cargo el 26 de junio de 2019, horas antes de comparecer en la Comisión de Educación, Cultura, Ciencia y Tecnología de la Asamblea Nacional, donde aceptó no haber cumplido con el reglamento, por considerarlo inaplicable.
En octubre de 2019 los asambleístas Juan Cristóbal Lloret y Lira Villalva iniciaron un proceso de juicio político en su contra por no aplicar la Ley de Cultura. El juicio tuvo lugar el 15 de enero de 2020, pero el pedido de censura solo obtuvo 59 votos afirmativos de los 91 necesarios, por lo que no fue censurado.

## Obras

### Cuentos
- Da llevando (1970), 133 pp.
- Manual para mover las fichas (1973), 107 pp.
- Micaela y otros cuentos (1976), 108 pp.
- Musiquero joven, musiquero viejo (1977), 99 pp.
- En la noche y en la niebla (1980), 121 pp.
- Un saco de alacranes (1989), 123 pp.[5]
- El caracol del jardín misterioso (1994), 109 pp.
- Los últimos hijos del bolero (1997), 113 pp.[15]
- Solo cenizas y otros cuentos (2000), 183 pp.

### Antologias
- Ana la pelota humana (1978)
- Papiro ciego (2004)
- Un siglo de ausencia y otros cuentos (2010), 251 pp.

### Ensayo
- Nosotros los de entonces (2012), 232 pp.
- Breves apuntes sobre la literatura ecuatoriana y norteamericana (1997), 20 pp.
- El tiempo esa pluma (2007), 335 pp.

### Novela
- Teoría del desencanto (1985)[5]

### Poesía
- Poemas para tocarte (1994)[7]